# Lego Rock Raiders
Lego Rock Raiders var en produktlinje produceret af den danske legetøjskoncern LEGO. Serien blev lanceret i 1999 og blev fremstillet frem til 2000. 
Sættene bestod af rumrejsende minearbejdere, der er fanget på en fremmet planet. Der blev udgivet otte primære sæt, fire promotional-sæt og tre sæt med minifigerurer. Derudover udkom der også et videospil til både Windows (computer) og til PlayStation.

## Sæt
Der udkom i alt 16 sæt i Lego Rock Raiders-temaet. De otte udkom i 1999, mens der udkom yderligere syv mindre sæt i 2000. 
| Reference | Navn                  | Udgivet | Minifigurer                               | Dele | Noter                                |
| --------- | --------------------- | ------- | ----------------------------------------- | ---- | ------------------------------------ |
| 4910      | Hover Scout           | 1999    | Jet                                       | 39   |                                      |
| 4920      | Rapid Rider           | 1999    | Bandit                                    | 38   |                                      |
| 4930      | Rock Raiders Crew     | 1999    | Axle, Bandit, Docs, Jet, Sparks           | 38   |                                      |
| 4940      | Granite Grinder       | 1999    | Axle                                      | 108  |                                      |
| 4950      | Loader-Dozer          | 1999    | Axle, a rock monster                      | 89   |                                      |
| 4970      | Chrome Crusher        | 1999    | Axle                                      | 167  | Kræver AAA-batterier til laseren     |
| 4980      | Tunnel Transport      | 1999    | Docs, Jet                                 | 341  |                                      |
| 4990      | Rock Raiders HQ       | 1999    | Bandit, Docs, Jet, Sparks, a rock monster | 402  | Kræver AAA-batterier til laseren     |
| 1274      | 1 Light Hover         | 2000    | Jet                                       | 25   | Kun udgivet i Japan af Kabaya        |
| 1275      | 2 Chain Dozer         | 2000    | Bandit                                    | 22   | Kun udgivet i Japan af Kabaya        |
| 1276      | 3 Heli Transporter    | 2000    | Docs                                      | 20   | Kun udgivet i Japan af Kabaya        |
| 1277      | 4 Drill Craft         | 2000    | Sparks                                    | 27   | Kun udgivet i Japan af Kabaya        |
| 3347      | Rock Raiders #1       | 1999    | Chief                                     | 8    | Del af Mini Heroes Collection-serien |
| 3348      | Rock Raiders #2       | 1999    | Bandit, Docs, Sparks                      | 21   | Del af Mini Heroes Collection-serien |
| 3349      | Rock Raiders #3       | 1999    | Axle, Docs, Jet                           | 24   | Del af Mini Heroes Collection-serien |
| 3916      | Rock Raider Key Chain | 2000    | Jet                                       | 1    | Nøglering                            |

## Computerspil
Videospillet Lego Rock Raiders er et realtidsstrategi videospil udviklet af britiske Data Design Interactive og udgivet d. 5. oktober 1999 af LEGO Media International til Windows-pc'er. Der blev også lavet en anden version til PlayStation, men det var et komplet andet spil med samme tema.
Spillet handler om et hold af minearbejdere, der er strandet i en fjern galakse og skal udvinde krystaller og ressourcer for at reparere deres moderskib og vende hjem. Spilleren styrer besætningen og må navigere gennem farlige underjordiske huler fyldt med lava, vand, stenmonstre og andre forhindringer.